# Goryphus basalis
Goryphus basalis är en stekelart som beskrevs av Morley 1916. Goryphus basalis ingår i släktet Goryphus och familjen brokparasitsteklar. Inga underarter finns listade i Catalogue of Life.